# Дитрих II фон Формбах
Дитрих II фон Формбах (на немски: Dietrich II. Graf von Formbach-Viechtenstein; † ок. 29 септември 1145) е граф на Формбах, от 1115 г. граф на Фихтенщайн в Горна Австрия.

## Биография
Той е син на граф Хайнрих II фон Формбах, фогт на „Св. Никола“ († сл. 1070) и съпругата му Аделхайд фон Зулцбах († ok. 1095), дъщеря на граф Гебхард I фон Зулцбах († ок. 1080) и съпругата му фон Нордгау, дъщеря на граф Беренгер от Баварския Нордгау († пр. 1043). Майка му е внучка на херцог Херман IV от Швабия († 1038) и Аделхайд от Суза († 1091).
Внук е по баща на граф Дитмар (Тиемес/Тиемо) II фон Формбах от Квинциггау († 1040). Баща му е брат на Тиемо († 1102), абат на „Св. Петър“, архиепископ на Залцбург (1090 – 1098).
Майка му Аделхайд фон Зулцбах се омъжва втори път през 1079 г. за Арнулф фон Дисен († 1095/1098).
Територията на Фихтенщайн принадлежи от 11 век на значимите графове на Формбах, които основават своя линия Фихтенщайн. През 1116 г. граф Дитрих за пръв път се нарича на Фихтенщайн. През 1125 г. той продава замък Формбах и избира Фихтенщайн като нов център на управление. Дъщеря му Хедвиг получава 1132 г. зестра замък Фихтенщайн.
Дитрих II фон Формбах е погребан в манастир Форнбах на Ин.

## Фамилия
Дитрих II фон Формбах и Фихтенщайн се жени ок. 1120 г. за Аделхайд Австрийска († 14 юни след 1120), дъщеря на маркграф Луитполд II фон Бабенберг († 1096) и Ида Австрийска/Рателнберг († 1101). Те имат една дъщеря и един син:
- Хедвиг фон Формбах-Фихтенщайн († 4/9 февруари 1170, погребана в Райхерсберг), омъжена 1132 г. за граф Енгелберт фон Васербург (* ок. 1100; † 20 септември 1161)
- Готфрид, монах